# De Mearmin
De Mearmin (oude namen: De Marmeermin, Geestmermeermolen en De Prins) is een poldermolen nabij de Friese plaats Damwoude in de Nederlandse gemeente Dantumadeel.

## Geschiedenis
De Marmeermin, een grondzeiler, werd in 1968 gebouwd voor het inmalen van water ten behoeve van het Geestmermeer, een natuurgebied dat even ten zuidwesten van Dokkum nabij de Woudvaart ligt. Hij werd samengesteld uit onderdelen van elders in Friesland gesloopte molens, waaronder een uit 1892 daterende poldermolen uit Roodkerk. De molen, die particulier eigendom is, verkeerde in 2008 in vervallen toestand, mede als gevolg van verbossing van het Geestmermeer.
In 2014 werd de Marmeermin overgenomen door de stichting De Sûkerei, die de molen verplaatste naar Damwoude en deze in 2016 volledig liet restaureren. De nieuwe locatie bevindt zich op het terrein van een openluchtmuseum, waar hij een deel van het terrein bemaalt.

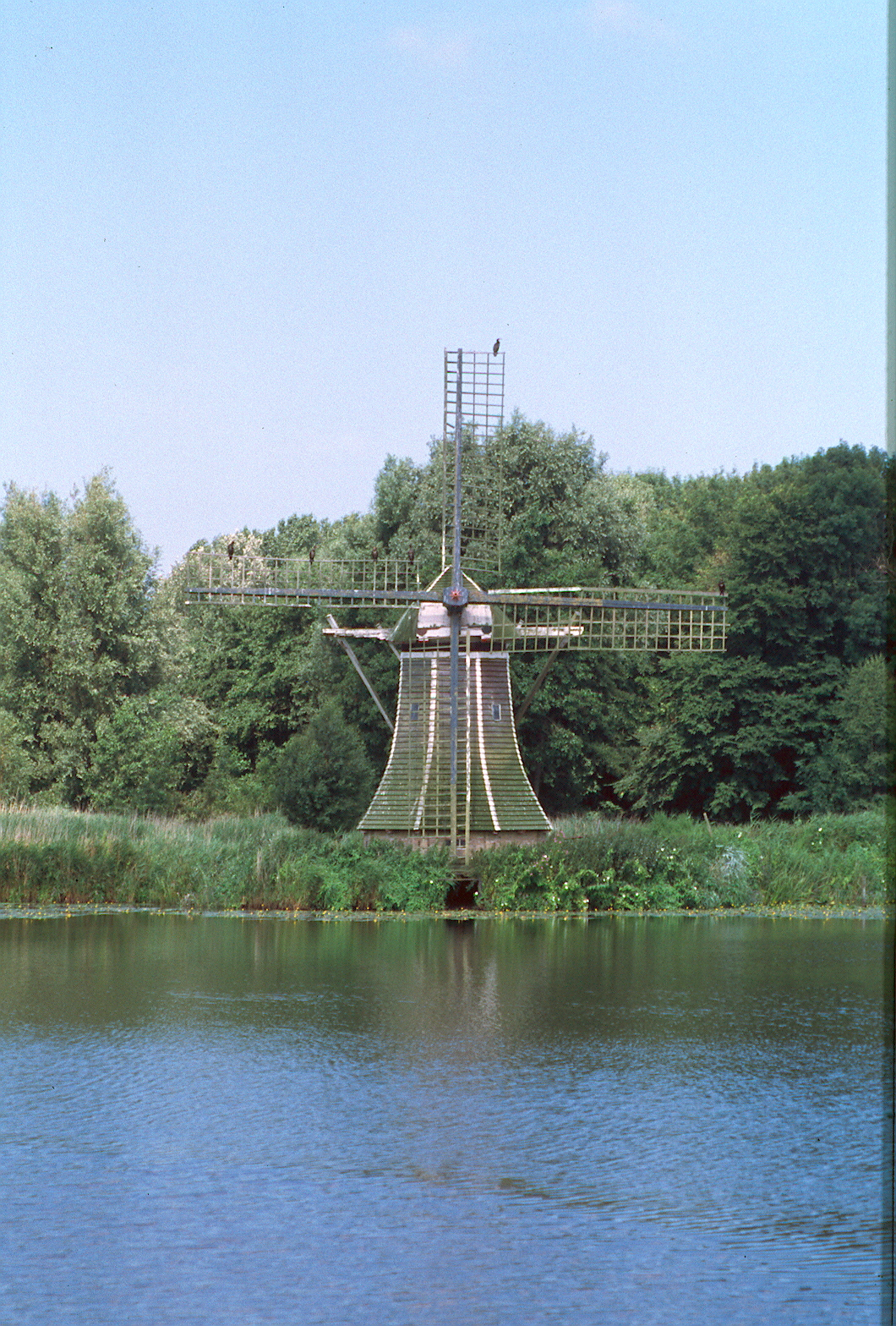
De Geestmermeermolen